# XP-4戰鬥機
Boeing XP-4是一款由波音根據PW-9殲擊機研製的雙翼戰鬥原型機，在第一次進行4小時半的試飛後就永久停飛，並隨之取消該計畫

## 發展
1926年時，美國陸軍要求將一架PW-9改裝使用渦輪增壓的發動機，並將發動機升級至510馬力的Packard 1A-1500，隨後該機命名為 XP-4。
PW-9的武器為一挺0.50口徑和一挺0.30口徑機槍，後來又增加了兩挺安裝於下翼外側的0.30口徑機槍。為配合額外的火力配置，因此下翼翼展加長了9.5英尺。
改裝完成的XP-4於1927年7月27日送往萊特機場進行測試，但很快發現發動機功率不足，並且機身也加重，因此性能反而比PW-9更差，於是該項目很快便被放棄。

### 書目
- Angelucci, Enzo. The American Fighter from 1917 to the present. New York: Orion Books, 1987. ISBN 0-517-56588-9.
- Dorr, Robert F. and David Donald. Fighters of the United States Air Force. London: Temple, 1990. ISBN 0-600-55094-X.
- Jones, Lloyd S. U.S. Fighters: Army-Air Force 1925 to 1980s.. Fallbrook, California: Aero Publishers, Inc., 1975. ISBN 0-8168-9200-8.

## 外部連結
- Joe Baugher page on the XP-4 （页面存档备份，存于）
- USAF Museum page, with pictures